# Maria Anna Theresa Vasa
Maria Anna Theresa Vasa (1er juillet 1650-1er août 1651), est une princesse polonaise membre de la dynastie Vasa.
Elle est née à Varsovie, l'aînée des enfants et la seule fille de Jean II Casimir Vasa, roi de Pologne et grand-duc de Lituanie, et de son épouse Louise-Marie de Gonzague. Elle est destinée au Carmel mais meurt à l'âge d'un an.

## Biographie
Maria Anna Theresa Vasa est née à Varsovie le 1er juillet 1650. Elle est l'aînée des enfants (et la seule fille) de Jean II Casimir Vasa, roi de Pologne et grand-duc de Lituanie, et de son épouse Louise-Marie de Gonzague. Le baptême solennel de la princesse a lieu le 2 août 1650 dans la cathédrale Saint-Jean de Varsovie. Le sacrement est célébré par Maciej Lubienski, primat de Pologne. Les parrains et marraine de l'enfant sont Ferdinand III du Saint-Empire (représenté par le prince Charles-Ferdinand Vasa) et sa jeune épouse Éléonore de Nevers-Mantoue (représentée par la princesse Theodora Christine Sapieha), ainsi que le pape Innocent X (représenté par le nonce Giovanni de Torres).
La jeune Maria Anna est destinée dès sa naissance à entrer dans l'Ordre du Carmel, ses parents, très catholiques, en ayant fait le projet pour elle. Alors que l'on se prépare à entamer son éducation, elle décède subitement à Varsovie, âgée de treize mois.
Les funérailles de Maria Anna ont lieu le 12 août 1651 dans l'église des carmélites à Varsovie. La petite princesse est enterrée dans un habit de carmélite sous le grand autel de l'église. Sa dépouille va ensuite subir plusieurs déplacements. En 1652, ses restes sont placés dans un cercueil d'or, et transférés dans l'église du Saint-Esprit. En 1663 elle est placée sous l'autel du couvent des Carmélites dans le vieux Palais Kazanowski (où se trouve aujourd'hui le Centre de bienfaisance Res Sacra Miser).

## Sources
- (en) Cet article est partiellement ou en totalité issu de l’article de Wikipédia en anglais intitulé « Maria Anna Vasa » (voir la liste des auteurs).